# 6044 Hammer-Purgstall
6044 Hammer-Purgstall eller 1991 RW4 är en asteroid i huvudbältet som upptäcktes den 13 september 1991 av de båda tyska astronomen Freimut Börngen och Lutz D. Schmadel vid Tautenburg-observatoriet. Den är uppkallad efter österrikaren Joseph von Hammer-Purgstall.
Den tillhör asteroidgruppen Gefion.